# ادیسون جوردنوف
ادیسون جوردنوف (بلغاری: Едисон Лъчезаров Йорданов؛ زادهٔ ۸ ژوئن ۱۹۹۳) بازیکن فوتبال اهل آلمان است.
از باشگاه‌هایی که در آن بازی کرده‌است می‌توان به باشگاه فوتبال رویال یونیون سنت ژیل و باشگاه فوتبال هانزا روستوک اشاره کرد.
وی همچنین در تیم‌های ملی فوتبال جوانان آلمان، جوانان آلمان، جوانان آلمان، زیر ۲۱ سال بلغارستان، و بلغارستان بازی کرده‌است.